# IRT 다이어 애비뉴선
IRT 다이어 애비뉴선(영어: IRT Dyre Avenue Line)은 A 디비전(IRT)에 속한 뉴욕 지하철의 노선 중 하나이다. 이스트 180번가역 북쪽, 브롱크스의 북동쪽의 IRT 화이트 플레인스 로드선의 지선이기도 하다. 2013년 기준 일일 승객 수는 34,802명이다.
이 선로는 뉴욕, 웨스트체스터 & 보스턴 철도(New York, Westchester and Boston Railway)의 유일하게 남은 구간이다.

## 범위 및 운행계통
IRT 다이어 애비뉴선의 전구간을 운행하는 운행 계통은 아래와 같다.:
|          | 시간대            | 운용 구간 |
| -------- | ----------------- | --------- |
| "5" 열차 | 평일 주간 및 야간 | 노선 전체 |
| "2" 열차 | 주말 주간 및 야간 | 노선 전체 |

이 노선은 5 계통 열차가 평일 주간과 평일 야간에 모든 역에서 정차한다. 2 계통 열차는 주말 주간과 주말 야간에 모든 역에서 정차한다.
이 노선의 대부분 구간에서는 3개의 선로가 있다. 4번째 선로는 이스트체스터-다이어 애비뉴역의 남쪽과 펠햄 파크웨이역과 모리스 파크역 사이에 잠깐 들어간다. 남향 영업 선로는 새로운 A 디비전 열차의 시운전용 선로이다. 네 번째 선로 (길이의 대부분을 차지하는 선로)는 노선의 자동화를 위해 연장되었으며, 처음에는 보존 및 보관에 사용되었다.
1990 년대 후반에 남향 급행 선로는 다이어 애비뉴역의 남쪽에서 확장되었고 펠햄 파크웨이역의 두단 선로에 연결되었다. 펠햄 파크웨이역의 남향 선로는 남향 급행 선로의 위치에 있으며, 남향 완행 선로가 더 이상 존재하지 않기 때문이다. 현재의 플랫폼은 북향 급행 선로위에 지어졌다. 본래 플랫폼의 작은 부분은 다이어 애비뉴역 양쪽에 남아 있다. 다이어 애비뉴역의 남쪽에서, 남향의 선로가 완행 위치로 이동하고 남향의 급행 선로가 시작된다.
북향 급행 선로는 주박용으로 사용되었지만 이 사용은 유니온포트 차량사업소(Unionport Yard)의 확장으로 대부분 중복되었다. 이 선로의 일부는 베이체스터 역과 다이어 애비뉴역 사이에도 존재한다. 베이체스터 역과 다이어 애비뉴역 사이의 구간은 현재 철거 중이다. 다른 부분은 펠햄 파크웨이역의 북쪽 끝 부분에서 신호 현대화 프로젝트와 연계되어 확장되었다.
노선의 북쪽 끝은 브롱크스 카운티 선 바로 아래에 있는 단순한 2선로 잔여 노선으로, 다이어 애비뉴 터미널 남쪽에서 교차로 선로가 있는 열차를 저장하는데 사용된다. 남쪽 끝은 입체 교차(Dyre Avenue Flyover)이며, IRT 화이트 플레인스 로드 선(급행 선로와의 교차점이 있음)의 완행 선로에 있다.
내부 선로 모두 현재 노선의 신호 현대화 프로젝트에 관련된 작업 열차에 사용된다.

## 역 목록

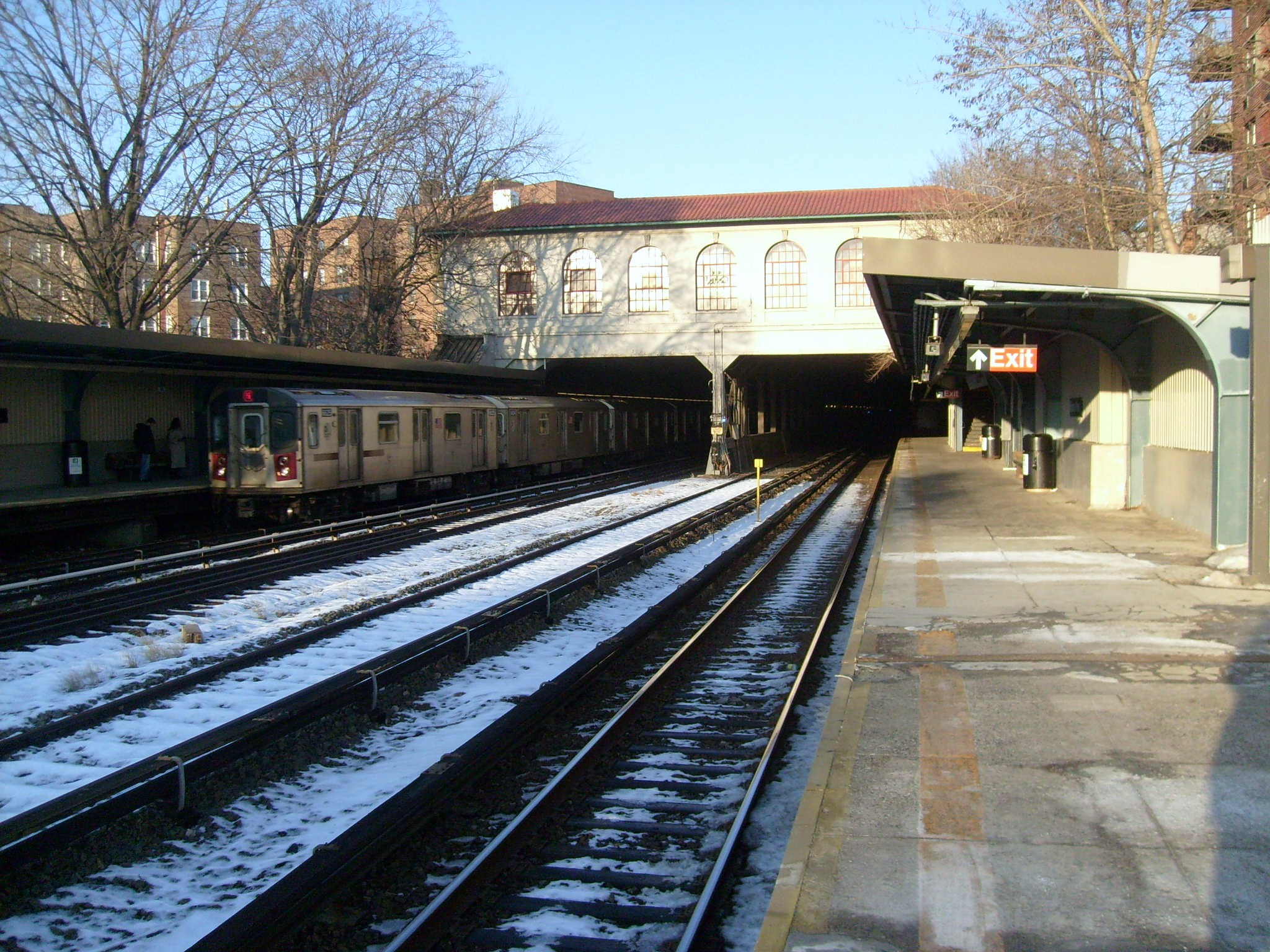
IRT 다이어 애비뉴의 브롱크스에 있는 모리스 파크역에 진입하는 5 열차.

| 역 서비스 범례       | 역 서비스 범례                            |
| -------------------- | ----------------------------------------- |
| 전 시간대에 정차     | 전 시간대에 정차                          |
| 새벽 시간대에만 정차 | 심야 시간대에만 정차                      |
| 시간대 세부 정보     |                                           |
|                      |                                           |
| 장애인 접근          | 미국 장애인법 적용 역                     |
| ↑                    | 미국 장애인법에 따라 화살표만 표시하는 역 |
| ↓                    | 미국 장애인법에 따라 화살표만 표시하는 역 |
|                      | 중이층으로만 이동가능한 엘리베이터        |

| 인근 위치                                                                               |                                                                                         | 역 (한글)                                                                               | 역 (영문)                                                                               | 선로                                                                                    | 운행 계통                                                                               | 개업일자                                                                                | 환승 및 참고                                                                                |
| 웨스트 체스터 카운티의 [[뉴욕, 웨스트체스터 & 보스턴 철도\|NYW&B의 나머지 부분은 버려짐 | 웨스트 체스터 카운티의 [[뉴욕, 웨스트체스터 & 보스턴 철도\|NYW&B의 나머지 부분은 버려짐 | 웨스트 체스터 카운티의 [[뉴욕, 웨스트체스터 & 보스턴 철도\|NYW&B의 나머지 부분은 버려짐 | 웨스트 체스터 카운티의 [[뉴욕, 웨스트체스터 & 보스턴 철도\|NYW&B의 나머지 부분은 버려짐 | 웨스트 체스터 카운티의 [[뉴욕, 웨스트체스터 & 보스턴 철도\|NYW&B의 나머지 부분은 버려짐 | 웨스트 체스터 카운티의 [[뉴욕, 웨스트체스터 & 보스턴 철도\|NYW&B의 나머지 부분은 버려짐 | 웨스트 체스터 카운티의 [[뉴욕, 웨스트체스터 & 보스턴 철도\|NYW&B의 나머지 부분은 버려짐 | 웨스트 체스터 카운티의 [[뉴욕, 웨스트체스터 & 보스턴 철도\|NYW&B의 나머지 부분은 버려짐     |
| --------------------------------------------------------------------------------------- | --------------------------------------------------------------------------------------- | --------------------------------------------------------------------------------------- | --------------------------------------------------------------------------------------- | --------------------------------------------------------------------------------------- | --------------------------------------------------------------------------------------- | --------------------------------------------------------------------------------------- | ------------------------------------------------------------------------------------------- |
| 이스트체스터                                                                            |                                                                                         | 이스트체스터-다이어 애비뉴                                                              | Eastchester–Dyre Avenue                                                                 |                                                                                         | 틀:NYCS Dyre                                                                            | 1912년 5월 29일 (NYW&B) 1941년 5월 15일 (IRT)                                           | 원래 NYW&B에 두 개의 상대식 승강장이 있는 완행 역. NYCTA에 의해 섬식 승강장으로 전환되었다. |
| 베이체스터                                                                              |                                                                                         | 베이체스터 애비뉴역                                                                     | Baychester Avenue                                                                       | 완행                                                                                    | 틀:NYCS Dyre                                                                            | 1912년 5월 29일 (NYW&B) 1941년 5월 15일 (IRT)                                           |                                                                                             |
| 베이체스터                                                                              |                                                                                         | 건힐 로드                                                                               | Gun Hill Road                                                                           | 완행                                                                                    | 틀:NYCS Dyre                                                                            | 1912년 5월 29일 (NYW&B) 1941년 5월 15일 (IRT)                                           |                                                                                             |
| 펠햄 파크웨이                                                                           |                                                                                         | 펠햄 파크웨이                                                                           | Pelham Parkway                                                                          | all                                                                                     | 틀:NYCS Dyre                                                                            | 1912년 5월 29일 (NYW&B) 1941년 5월 15일 (IRT)                                           | Bx12 셀렉트 버스 서비스 NYW&B의 급행 역이었다.                                              |
| 모리스 파크                                                                             |                                                                                         | 모리스 파크                                                                             | Morris Park                                                                             | 완행                                                                                    | 틀:NYCS Dyre                                                                            | 1912년 5월 29일 (NYW&B) 1941년 5월 15일 (IRT)                                           |                                                                                             |
| 유니온포트 차량사업소(Unionport Yard)와 선로 연결                                       |                                                                                         |                                                                                         |                                                                                         |                                                                                         |                                                                                         |                                                                                         |                                                                                             |
| IRT 화이트 플레인스 로드선와 합쳐짐 (틀:NYCS Dyre)                                      |                                                                                         |                                                                                         |                                                                                         |                                                                                         |                                                                                         |                                                                                         |                                                                                             |
| 버려지거나 철거 된 NYW&B의 나머지 구간                                                  |                                                                                         |                                                                                         |                                                                                         |                                                                                         |                                                                                         |                                                                                         |                                                                                             |